# Doaphius gracilis
Doaphius gracilis är en skalbaggsart som beskrevs av Karl Henrik Boheman 1857. Doaphius gracilis ingår i släktet Doaphius och familjen Aphodiidae. Utöver nominatformen finns också underarten D. g. lefiniensis.